# Richard Ayoade
Richard Ellef Ayoade (ur. 1977 w Londynie) – angielski komik, aktor i reżyser.

## Życiorys
Jego matka jest Norweżką, a ojciec pochodzi z Nigerii. Ayoade najpierw uczył się w St. Joseph’s College w Ipswich, potem studiował prawo w St Catharine’s College na Uniwersytecie Cambridge, gdzie wygrał Martin Steele Prize za produkcję sztuki oraz pełnił funkcję przewodniczącego Footlights w latach 1997–1998.
W czasie współpracy z Footlights Ayoade napisał i brał udział w wielu występach. Razem z wiceprzewodniczącym Johnem Oliverem napisali dwie pantomimy: Sleeping Beauty i Grimm Fairy Tales. Wystąpił też w dwóch trasach Footlights: Emotional Baggage i Between a Rock and a Hard Place.
8 września 2007 ożenił się z aktorką Lydią Fox.

## Reżyseria teledysków
Ayoade wyreżyserował teledyski dla Arctic Monkeys („Fluorescent Adolescent”, „Crying Lightning” i „Cornerstone”), Super Furry Animals („Run Away”), The Last Shadow Puppets („Standing Next to Me” i „My Mistakes Were Made For You”), Vampire Weekend („Oxford Comma” i „Cape Cod Kwassa Kwassa”), Kasabian („Vlad the Impaler”) i Yeah Yeah Yeahs („Heads Will Roll”).

## Filmografia
- 2003 – Hello Friend (przyjaciel Subjecta)
- 2003 – The Stand-Up Show (on sam)
- 2004 – Garth Marenghi’s Darkplace (Dean Learner/Thornton Reed)
- 2004 – Peter Sellers – Życie & Śmierć (fotograf na ślubie)
- 2004 – The Mighty Boosh Pilot (Dixon Bainbridge)
- 2004 – AD/BC: A Rock Opera (Joseph)
- 2005 – 2004: The Stupid Version (on sam)
- 2005 – Nathan Barley (Ned Smanks)
- 2005 – Festival (Dwight Swan)
- 2005 – 2007 – The Mighty Boosh (Saboo)
- 2006 – 2010 – Technicy-magicy (Moss)
- 2006 – Time Trumpet (on sam)
- 2006 – Man to Man with Dean Learner (Dean Learner)
- 2006 – Snuff Box (prezenter)
- 2007 – Parallel Worlds – A User’s Guide (narrator)
- 2007 – The Big Fat Anniversary Quiz (on sam)
- 2009 – Bunny and the Bull (kustosz)
- 2010 – Moja łódź podwodna (Submarine) – scenarzysta i reżyser